# Коржилецкий, Даниил Андреевич
Даниил Андреевич Коржилецкий (укр. Данило Андрійович Коржилецький; род. 16 июня 2003, Киев) — украинский хоккеист, выступающий на позиции нападающего.

## Игровая карьера

### Клубная карьера
В 2017—2021 годах Коржилецкий играл в системе словенского клуба «Блед», в котором прошел все стадии, от юношеской команды U18 до первого состава, за который успел провести 22 официальных матча, в которых забросил 5 шайб и отдал 9 передач.
К основному составу «Сокола» Даниил присоединился в начале 2021 года и сначала помог своей команде завоевать серебро национального чемпионата, а затем выиграл золото первенства Украины в составе молодёжки «Сокола». В начале 2022 Коржилецкий вместе с «Соколом» завоевал Кубок Украины.

### Международная
В декабре 2021 года Даниил в составе молодёжной сборной Украины выступал на чемпионате мира в дивизионе 1В. В пяти матчах он забросил 5 шайб и отдал 9 передач, став вторым по результативности игроком турнира.